# NGC 7464
NGC 7464 este o galaxie situată în constelația Pegas. A fost descoperită în 27 august 1864 de către Heinrich Louis d'Arrest.